# 柳家一琴
柳家 一琴（やなぎや いっきん、1967年6月28日 - ）は、大阪府茨木市出身の落語家。本名∶竹田 桂吾。落語協会所属。出囃子は「雨の五郎」。

## 来歴
1967年6月28日、京都府に生まれ大阪府茨木市で育つ。
1988年5月に十代目柳家小三治に入門し「柳家桂助」。
1992年5月、林家たい平、古今亭菊若と共に二ツ目昇進し「三代目横目家助平」を襲名。当初は「台所鬼〆」襲名を希望していたが大師匠五代目柳家小さんに「横目家助平」の名を与えられた。1994年 、国立演芸場花形演芸会 金賞受賞。
2001年ににっかん飛切落語会 努力賞受賞。9月には柳家禽太夫、入船亭扇治、三遊亭白鳥、柳家三太楼、三遊亭萬窓、林家きく姫、柳家三太楼、古今亭駿菊、金原亭馬遊と共に真打昇進、「柳家一琴」と改名。
2003年、劇団下町ダニーローズの旗揚げに参加し、2009年まで在籍。2011年3月に第二回落語協会大喜利王選手権優勝。
2011年10月、東日本大震災直後の福島県いわき市による農作物放射線物質測定結果を公表する「見せます！ いわき情報局」の特別委員に任命され、林家彦丸、柳家小太郎、春風亭正太郎と共に野菜のおいしさと安全性を届けるPR活動に活躍した。
切り絵（紙切り）が特技で、紙切りを高座で披露することもある。切り絵の作品展が2024年4月～5月、国立市・ギャラリービブリオで開催された。

## 芸歴
- 1988年
  - 5月∶十代目柳家小三治に入門。
  - 10月∶前座となる、前座名「桂助」。
- 1992年5月∶二ツ目昇進、「三代目横目家助平」と改名。
- 2001年9月∶真打昇進、「一琴」と改名。

## 人物
- 小三治に弟子入りを志願してから、入門するまでに2年あまりかかっている。小三治からは弟子入りの条件として「大阪弁を消す、コンタクトレンズにする（高座でメガネ禁止）、痩せる」という条件が出され、3か月で93kgから56kgに体重を落とし、一年間その体重を保った[5]。
- 二ツ目の助平時代、立川談志と「落語のピン」というテレビ番組で共演し、挨拶をすると「お前か、横目家助平を継いだのは。でかした。おれはその名前が大好きなんだ。よく継ぎやがったな」とご機嫌でべた褒めだったが、「で、誰の弟子なんだ」「小三治です」「なに！」。一瞬で機嫌が悪くなった。

## 出演

### 映画
- 1997年「異常暮色」立川志らく監督
- 1999年「死神パラダイス」立川志らく監督
- 2002年「SF小町」立川志らく監督
- 2004年「不幸の伊三郎」立川志らく監督

### 舞台
- 2003年「ブルーフロッグマンの憂鬱」劇団下町ダニーローズ（池袋シアターグリーン）
- 2003年「未来ポリスマンの横恋慕」劇団下町ダニーローズ（笹塚劇場）
- 2004年「エクソシスト達の憂さ晴らし」劇団下町ダニーローズ（アートボックスホール）
- 2005年「いわゆるトイストーリーのようなもの リカちゃんと怪獣」劇団下町ダニーローズ（シアターイワト）
- 2005年「あ・うん」劇団下町ダニーローズ（シアターイワト）
- 2006年「はなび」劇団下町ダニーローズ（シアターイワト）
- 2006年「あ・うん（再演）」劇団下町ダニーローズ（新宿シアターモリエール）
- 2007年「ヴェニスの商人？」劇団下町ダニーローズ（アイピット目白）
- 2007年「どん底」劇団下町ダニーローズ（アイピット目白）
- 2008年「あした～愛の名言集」劇団下町ダニーローズ（紀伊国屋ホール）
- 2009年「文学狂男」劇団下町ダニーローズ（千本桜ホール）
- 2009年「演劇らくご『鉄拐』」劇団下町ダニーローズ（紀伊国屋ホール）
- 2013年「童話劇　白雪姫と『？人』のこびとたち」演劇ユニット｢ウ学級｣（北蒲広場 第2集会室）
- 2015年「地獄の同窓会」劇団謎のキューピー（下北沢Geki地下Liberty）

### テレビ
- 1993年　落語のピン（フジテレビ）
- 1994年　ビートたけしのつくり方（フジテレビ）
- 2012年　落語者（テレビ朝日）
- 2013年　今夜も生でさだまさしスペシャル〜いつでも夢を!朝まで生で音楽会〜（NHK）
- 2013年　今夜も生でさだまさし〜静岡・浜松・茶だま茶し〜（NHK）
- 2013年　夢であいましょう（NHK）
- 2014年　今夜も生でさだまさしスペシャル〜朝まで生で音楽会2014〜（NHK）
- 2017年　2017新春生放送!年の初めはさだまさし（NHK）
- 2017年　今夜も生でさだまさしスペシャル〜朝まで生で文化祭〜（NHK）
- 2017年　超入門!落語 THE MOVIE　『松山鏡』（NHK）
- 2018年　超入門!落語 THE MOVIE　『後生鰻』（NHK）

### ラジオ
- 「柳家一琴のねりらくご」練馬放送（2012年5月 - ）
- 「さだまさしの夢回帰線」FM（1993年-1995年）
- 「すぎはら美里のガールズミリタリー（月一ゲスト）」レインボータウンFM（2010年-2012年）
- 「柳家一琴のねりらくご」練馬放送（2012年5月 -2015年9月 ）
- 「一琴・琴柑の練馬の話芸」練馬放送（2015年10月-2016年10月）
- 「グレープのもう魔酔わない！」（TOKAI RADIO、2025年7月7日・14日）- ゲスト（柳家小せん（５代目）と）

### CD
- 親子できこう 子ども落語集　初天神・かえんだいこ（2021年1月、日本コロムビア）COCJ-36632-3 - 「初天神」収録。

## 弟子

### 廃業
- 柳家小ごと